# 971

## Esdeveniments

### Països Catalans
- Juny - Còrdova, Califat de Còrdova: hi arriva l'ambaixada del comte Borrell II encapçalada pel vicari Bonfill i el vescomte Guitart.

### Món
- Joan I Tsimiscés derrota Sviatoslav I de Kíev en la cinquena guerra entre la Rus i l'Imperi Romà d'Orient (941).[1]
- Kenneth II succeeix a Culen com a rei d'Escòcia.
- 27 d'octubre, Principat de Lieja: l'emperador Otó I anomena Notger com primer príncep-bisbe del principat.

## Naixements

### Països Catalans
- Abat Oliba, fundador del monestir de Montserrat.

### Món
- Kushyar ibn Labban, matemàtic, astrònom i geògraf persa.

## Necrològiques
- Culen, rei d'Escòcia.
- Èracli, bisbe de Lieja.